# Hazárdjáték (film)
A Hazárdjáték (eredeti cím: The Gambler) 2014-ben bemutatott amerikai bűnügyi-dráma Rupert Wyatt rendezésében. A forgatókönyvet William Monahan írta az 1974-ben készült A szerencsejátékos című film alapján, amelynek írója James Toback volt. A főszerepben Mark Wahlberg, John Goodman és Brie Larson látható.
Világpremierje az AFI Fesztiválon volt 2014. november 10-én, majd december 25-én jelent meg mozikban az Amerikai Egyesült Államokban. Magyarországon DVD-n jelent meg szinkronizálva.
Ez a film volt George Kennedy utolsó szereplése, 2016-ban bekövetkezett halála előtt.

## Cselekmény
Jim Bennett (Mark Wahlberg) nagy tétben játszó szerencsejátékos, aki rendszeresen veszít több százezer dollárt a blackjack és a rulett asztalnál. A férfi kockázatvállaló, már 200 000 dolláros adóssága van. Kénytelen kölcsönkérni 60 000 dollárt egy Neville nevű brutális gengsztertől (Michael Kenneth Williams), fedezetként Bennett a saját életét ajánlja fel.

## Szereplők
| Szerep         | Színész              | Magyar hang      |
| -------------- | -------------------- | ---------------- |
| Jim Bennett    | Mark Wahlberg        | Miller Zoltán    |
| Frank          | John Goodman         | Papp János       |
| Amy Phillips   | Brie Larson          | Szávai Viktória  |
| Neville Baraka | Michael K. Williams  | Debreczeny Csaba |
| Roberta        | Jessica Lange        | Kovács Nóra      |
| Lamar Allen    | Anthony Kelley       | Welker Gábor     |
| Mister Lee     | Alvin Ing            | Cs. Németh Lajos |
| Ernie          | Domenick Lombardozzi | Király Attila    |
| Dexter         | Emory Cohen          | Hamvas Dániel    |
| Ernie          | Domenick Lombardozzi | Király Attila    |
| Ed             | George Kennedy       | Kertész Péter    |